# Вишневский, Степан Фёдорович
Степа́н Фёдорович Вишне́вский (15 апреля 1928, Киев — 20 апреля 1998) — советский валторнист и музыкальный педагог.
В 1947—1952 годах учился в Ленинградской консерватории у Михаила Буяновского. С 1949 года исполнял обязанности солиста оркестра Ленинградского театра оперы и балета имени Кирова, совмещая их с работой в ЗКР АСО Ленинградской филармонии. В 1949—1954 годах преподавал в музыкальной школе-десятилетке при Ленинградской консерватории, с 1954 года — в Музыкальном училище имени М. П. Мусоргского. В 1953 году стал лауреатом первой премии Международного конкурса исполнителей на духовых инструментах имени Антонина Рейхи в Праге.